# Navicella (champignon)
Pour les articles homonymes, voir Navicella.
Genre
Navicella est un genre de champignon de la famille des Massariaceae.